# Consommation d'alcool en France
Cet article traite de différents aspects de la consommation d'alcool (éthanol) et de l'alcoolisme en France.

## Évolution de la consommation
La consommation d’alcool a baissé en quatre-vingts ans, passant de 65 grammes d’alcool pur (éthanol) par adulte et par jour à la fin des années 1930, à 26 grammes en 2013. Elle reste actuellement stable. Les Français demeurent parmi les plus gros consommateurs d'alcool au monde.
Dans les années 1950, c'était en France  qu'on consommait le plus d'alcool (22 litres d'alcool pur par habitant et par an en 1951), et dans le pays, la Bretagne détenait le record de consommation.
Vers 2006, environ 5 millions de personnes avaient un problème avec l'alcool, dont 2 millions étaient alcoolodépendantes (soit plus de 7 800 personnes pour 100 000 habitants), dont 600 000 femmes ; d'après une étude récente, chaque Français de 15 ans et plus a consommé en moyenne 13,4 litres d'alcool pur en 2003 (ce qui représente trois verres standards d'alcool par jour et par habitant).

## Conséquences sur la santé

### Décès
En France, 7 % des décès de personnes âgées d’au moins 15 ans en 2015 sont attribuables à l’alcool, selon le Bulletin épidémiologique hebdomadaire (BEH) de février 2019. L'alcool tue en France 41 000 personnes par an.
La précédente estimation fondée sur des chiffres de 2009 avait évalué à 49 000 le nombre de décès dus à l’alcool, soit 9 % du total.
Dans ce rapport du BEH de février 2019, les épidémiologistes Christophe Bonaldi et Catherine Hillont estimé que 30 000 hommes et 11 000 femmes sont morts à cause de l’alcool en 2015 : 16 000 décès par cancers, 9 900 par maladies cardiovasculaires, 6 800 par maladies digestives, 3 000 par d’autres maladies (diabète, maladie mentale, épilepsie, etc.) et 5 400 par accident ou suicide. Cela représente 11 de la mortalité des hommes et 4 % de la mortalité des femmes, avec une moyenne globale de 7 %.
Selon Christophe Bonaldi et Catherine Hillont, 90 % de ces décès sont liés à une consommation de plus de 5 verres par jour. 10 % des buveurs sont à l’origine de 58 % de la consommation d’alcool. A titre d'exemple, un verre (25 cl de bière à 5°, 10 cl de vin à 12°, 2,5 cl de whisky à 40°…) contient environ 10 grammes d’alcool pur. Même à la dose relativement modérée de moins de 18 grammes d’alcool pur consommé par jour (soit moins de 2 verres), certains risques sont réduits mais le risque global est augmenté, avec 500 décès par an.

### Hospitalisations
En 2002, 93 000 hospitalisations ont eu comme diagnostic principal des troubles, mentaux et du comportement, liés à la consommation d'alcool  et en 2003, 100 000 personnes ont consulté dans un centre de cure en alcoologie et 48 000 consultent un médecin pour un sevrage.
Selon une étude publiée dans le Bulletin épidémiologique hebdomadaire (BEH) de l'Institut de veille sanitaire (InVS) le 7 juillet 2015, plus de 580 000 hospitalisations dues à l'alcool ont eu lieu en France en 2012. Le coût estimé de ces hospitalisations est de 2,64 milliards d'euros.

## Coût social
Dans une étude financée par la Direction générale de la santé, pilotée par l'Observatoire français des drogues et des toxicomanies (OFDT) et publiée en 2015, l'économiste Pierre Kopp, qui s'est appuyé sur des données épidémiologiques et sanitaires se rapportant à 2010, évalue le coût social de l'alcool pour la société française à 118 milliards d'euros, prenant en compte le coût des vies perdues (66 milliards pour les 49 051 décès annuels liés à l'alcool), des pertes de production (9 milliards) ou de la qualité de vie (39,1 milliards) des 3,8 millions de « consommateurs à problèmes », le montant des dépenses publiques de soins (7,7 milliards d'euros pour soigner 1 418 237 malades liés à la consommation d'alcool), de prévention et de répression (283 millions), mais aussi les recettes des taxes (3,2 milliards) et les économies que représentent les retraites non versées (1,7 milliard).

## Associations de lutte contre l'alcoolisme
Des associations d'anciens buveurs (Alcool Assistance, Alcooliques anonymes, Croix-Bleue, Vie Libre, etc.) participent au traitement de la maladie alcoolique et permettent aux malades de se rétablir durablement.

## Lobbyisme
Le lobbying des organisations de représentants de producteurs et vendeurs d'alcool, en particulier du milieu vinicole, est critiquée par les associations de lutte contre l'alcoolisme. Elles s'interrogent notamment sur l'abandon du soutien du gouvernement à Dry January en 2019 ou l'annulation de plusieurs campagne contre la consommation d'alcool en 2023. Selon France Info, les récriminations de Vin et Société (lobby des producteurs et acteurs de la filière) envers une campagne de Santé publique France durant les fêtes de fin d'année 2022 auraient été relayées par Emmanuel Macron et créées une « forme d'autocensure » des membres du cabinet du ministère de la Santé.